# Ceratopsyche marlieri
Ceratopsyche marlieri är en nattsländeart som först beskrevs av Jacquemart och Statzner 1981.  Ceratopsyche marlieri ingår i släktet Ceratopsyche och familjen ryssjenattsländor. Inga underarter finns listade i Catalogue of Life.